# Grande Prêmio do Japão de 1998
Resultados do Grande Prêmio do Japão de Fórmula 1 realizado em Suzuka em 1º de novembro de 1998. Décima sexta e última etapa da temporada, nele o finlandês Mika Häkkinen, da McLaren-Mercedes, venceu a prova e conquistou o campeonato mundial de pilotos ladeado no pódio por Eddie Irvine (Ferrari) e David Coulthard (McLaren-Mercedes), resultado que garantiu o mundial de construtores à equipe de Ron Dennis.
Conquistar os títulos mundiais de pilotos e construtores é um feito inédito para a McLaren desde a temporada de 1991 com Ayrton Senna.

## Resumo
- Ricardo Rosset (não se classificou), Shinji Nakano e Esteban Tuero se despediram da F-1 nesta corrida.
- Última corrida da Tyrrell Racing, vendida para a tabagista British American Tobacco.
- Última corrida da Goodyear como fornecedora de pneus.

## Resultados

### Treino classificatório
| 1                         | 3  | Michael Schumacher    | Ferrari             | 1:36.293 |         |
| 2                         | 8  | Mika Häkkinen         | McLaren-Mercedes    | 1:36.471 | + 0.178 |
| 3                         | 7  | David Coulthard       | McLaren-Mercedes    | 1:37.496 | + 1.203 |
| 4                         | 4  | Eddie Irvine          | Ferrari             | 1:38.197 | + 1.904 |
| 5                         | 2  | Heinz-Harald Frentzen | Williams-Mecachrome | 1:38.272 | + 1.979 |
| 6                         | 1  | Jacques Villeneuve    | Williams-Mecachrome | 1:38.448 | + 2.155 |
| 7                         | 10 | Ralf Schumacher       | Jordan-Mugen/Honda  | 1:38.461 | + 2.168 |
| 8                         | 9  | Damon Hill            | Jordan-Mugen/Honda  | 1:38.603 | + 2.310 |
| 9                         | 6  | Alexander Wurz        | Benetton-Playlife   | 1:38.959 | + 2.666 |
| 10                        | 5  | Giancarlo Fisichella  | Benetton-Playlife   | 1:39.080 | + 2.787 |
| 11                        | 15 | Johnny Herbert        | Sauber-Petronas     | 1:39.234 | + 2.941 |
| 12                        | 14 | Jean Alesi            | Sauber-Petronas     | 1:39.448 | + 3.155 |
| 13                        | 11 | Olivier Panis         | Prost-Peugeot       | 1:40.037 | + 3.744 |
| 14                        | 12 | Jarno Trulli          | Prost-Peugeot       | 1:40.111 | + 3.818 |
| 15                        | 17 | Mika Salo             | Arrows              | 1:40.387 | + 4.094 |
| 16                        | 18 | Rubens Barrichello    | Stewart-Ford        | 1:40.502 | + 4.209 |
| 17                        | 21 | Toranosuke Takagi     | Tyrrell-Ford        | 1:40.619 | + 4.326 |
| 18                        | 16 | Pedro Paulo Diniz     | Arrows              | 1:40.687 | + 4.394 |
| 19                        | 19 | Jos Verstappen        | Stewart-Ford        | 1:40.943 | + 4.650 |
| 20                        | 22 | Shinji Nakano         | Minardi-Ford        | 1:41.315 | + 5.022 |
| 21                        | 23 | Esteban Tuero         | Minardi-Ford        | 1:42.358 | + 6.065 |
| Limite dos 107%: 1:43.033 |    |                       |                     |          |         |
| DNQ                       | 20 | Ricardo Rosset        | Tyrrell-Ford        | 1:43.259 | + 6.966 |
| Fonte:                    |    |                       |                     |          |         |

### Corrida
| Pos.   | Nº | Piloto                | Construtor          | Voltas | Tempo/Diferença | Grid | Pontos |
| ------ | -- | --------------------- | ------------------- | ------ | --------------- | ---- | ------ |
| 1      | 8  | Mika Häkkinen         | McLaren-Mercedes    | 51     | 1:27:22.535     | 2    | 10     |
| 2      | 4  | Eddie Irvine          | Ferrari             | 51     | + 6.491         | 4    | 6      |
| 3      | 7  | David Coulthard       | McLaren-Mercedes    | 51     | + 27.662        | 3    | 4      |
| 4      | 9  | Damon Hill            | Jordan-Mugen/Honda  | 51     | + 1:13.491      | 8    | 3      |
| 5      | 2  | Heinz-Harald Frentzen | Williams-Mecachrome | 51     | + 1:13.857      | 5    | 2      |
| 6      | 1  | Jacques Villeneuve    | Williams-Mecachrome | 51     | + 1:15.867      | 6    | 1      |
| 7      | 14 | Jean Alesi            | Sauber-Petronas     | 51     | + 1:36.053      | 12   |        |
| 8      | 5  | Giancarlo Fisichella  | Benetton-Playlife   | 51     | + 1:41.302      | 10   |        |
| 9      | 6  | Alexander Wurz        | Benetton-Playlife   | 50     | + 1 volta       | 9    |        |
| 10     | 15 | Johnny Herbert        | Sauber-Petronas     | 50     | + 1 volta       | 11   |        |
| 11     | 11 | Olivier Panis         | Prost-Peugeot       | 50     | + 1 volta       | 13   |        |
| 12     | 12 | Jarno Trulli          | Prost-Peugeot       | 48     | Motor           | 14   |        |
| Ret    | 22 | Shinji Nakano         | Minardi-Ford        | 40     | Acelerador      | 20   |        |
| Ret    | 3  | Michael Schumacher    | Ferrari             | 31     | Pneu furado     | 1    |        |
| Ret    | 21 | Toranosuke Takagi     | Tyrrell-Ford        | 28     | Acidente        | 17   |        |
| Ret    | 23 | Esteban Tuero         | Minardi-Ford        | 28     | Acidente        | 21   |        |
| Ret    | 18 | Rubens Barrichello    | Stewart-Ford        | 25     | Pane hidráulica | 16   |        |
| Ret    | 19 | Jos Verstappen        | Stewart-Ford        | 21     | Câmbio          | 19   |        |
| Ret    | 17 | Mika Salo             | Arrows              | 14     | Pane hidráulica | 15   |        |
| Ret    | 10 | Ralf Schumacher       | Jordan-Mugen/Honda  | 13     | Motor           | 7    |        |
| Ret    | 16 | Pedro Paulo Diniz     | Arrows              | 2      | Spun-off        | 18   |        |
| DNQ    | 20 | Ricardo Rosset        | Tyrrell-Ford        |        |                 |      |        |
| Fonte: |    |                       |                     |        |                 |      |        |

## Tabela do campeonato após a corrida
| Pos. | Piloto             | Pontos |
| ---- | ------------------ | ------ |
| 1    | Mika Häkkinen      | 100    |
| 2    | Michael Schumacher | 86     |
| 3    | David Coulthard    | 56     |
| 4    | Eddie Irvine       | 47     |
| 5    | Jacques Villeneuve | 21     |

| Pos. | Construtor          | Pontos |
| ---- | ------------------- | ------ |
| 1    | McLaren-Mercedes    | 156    |
| 2    | Ferrari             | 133    |
| 3    | Williams-Mecachrome | 38     |
| 4    | Jordan-Mugen/Honda  | 34     |
| 5    | Benetton-Playlife   | 33     |

- Nota: Somente as primeiras cinco posições estão listadas e os campeões da temporada surgem grafados em negrito.